# Snežatno
Snežatno – wieś w Słowenii, w gminie Brda. W 2018 roku liczyła 91 mieszkańców.